# C/1702 H1
 C/1702 H1 – kometa, najprawdopodobniej jednopojawieniowa, którą można było obserwować gołym okiem w 1702 roku.

## Odkrycie i obserwacje komety
Kometa została zaobserwowana po raz pierwszy 20 kwietnia 1702 roku przez F. Bianchiniego i G. F. Maraldiego w Rzymie. Znajdowała się wówczas najbliżej Ziemi (0,0437 j.a.), co było jednym z najbliższych przejść komety obok Ziemi w historii obserwacji. 14 marca (a więc jeszcze przed odkryciem) przeszła przez peryhelium swej orbity.
Odkrywcy opisywali ją jako znajdującą się tuż nad horyzontem „mglistą gwiazdę”.

## Orbita komety
C/1702 H1 porusza się po orbicie w kształcie zbliżonym do paraboli o mimośrodzie 1. Peryhelium znajdowało się w odległości 0,65 j.a. od Słońca. Nachylenie jej orbity do ekliptyki wynosiło 4,37˚.
Obiekt ten pochodzi spoza Układu Słonecznego, gdyż nie udało się wyliczyć aphelium jego orbity, co sugeruje, iż wpadł on jedynie raz w okolice Słońca i przechodząc w jego pobliżu, oddalił się następnie w przestrzeń międzygwiazdową.